# (14572) Armando
(14572) Armando est un astéroïde de la ceinture principale.

## Description
(14572) Armando est un astéroïde de la ceinture principale. Il fut découvert le 27 août 1998 à la station Anderson Mesa par le programme LONEOS. Il présente une orbite caractérisée par un demi-grand axe de 2,28 UA, une excentricité de 0,11 et une inclinaison de 7,6° par rapport à l'écliptique.

## Compléments